# Welinton Júnior
Welinton Júnior Ferreira dos Santos (São Paulo, Estado de São Paulo, Brasil; 8 de junio de 1993), conocido simplemente como Welinton, es un futbolista brasileño que juega como delantero. Su equipo es el Shonan Bellmare de la J1 League de Japón.

## Trayectoria
Welinton Júnior jugó fútbol juvenil para Grêmio y Coritiba antes de mudarse al Goiás, donde hizo su debut profesional como suplente en la segunda mitad el 30 de abril de 2013 en un partido del Campeonato Goiano contra Aparecidense. Mientras que su debut en una competición nacional fue el 22 de agosto de 2013 en un partido por la Copa de Brasil ante Fluminense FC, en el que entró como sustituto de su compañero de equipo, Tartá.
En marzo de 2015 firmó un contrato de dos años con Joinville. A pesar de jugar la mayoría de los partidos en el Campeonato Catarinense, fue retirado del primer equipo después de seis rondas del Campeonato Brasileiro Série A 2015 y cedido a Paysandu hasta el final de la temporada del Campeonato Brasileiro Série B de 2015. Pero regresó a Joinville después de haber marcado 4 goles en 18 partidos, con la voluntad de luchar por un lugar en el equipo. En junio de 2016 fue cedido nuevamente, esta vez al Regatas Brasil, para jugar en el Campeonato Brasileiro Serie B de 2016.
En enero de 2017, se trasladó a jugar para Mirassol en el Campeonato Paulista. Al final de la competición firmó por segunda vez con Paysandu, con un contrato de seis meses hasta el final del Campeonato Brasileiro Série B de 2017.
Para la temporada 2018 fichó por otro equipo del Campeonato Paulista para la primera mitad del año, esta vez fue el Ferroviária. Para la temporada de la liga nacional se mudó a Esportivo Brasil para competir en el Campeonato Brasileiro Série B de 2018.
Fichó por el Coritiba en enero de 2019, con un contrato de un año.

## Clubes
| Club                     | País     | Año             |
| ------------------------ | -------- | --------------- |
| Goiás                    | Brasil   | 2013 - 2015     |
| Joinville                | 2015     |                 |
| Paysandu (cedido)        | 2015     |                 |
| Joinville                | 2016     |                 |
| Regatas Brasil (cedido)  | 2016     |                 |
| Mirassol                 | 2017     |                 |
| Paysandu (cedido)        | 2017     |                 |
| Ferroviária              | 2018     |                 |
| Brasil de Pelotas        | 2018     |                 |
| Coritiba                 | 2019     |                 |
| Desportivo Aves          | Portugal | 2019 - 2020     |
| Portimonense             | 2020     |                 |
| Shonan Bellmare (cedido) | Japón    | 2021 - Presente |